# Острів Гранд-Айл
Острів Гранд-Айл — американський трилер-бойовик виробництва 2019 року. Режисер Стівен С. Кампанеллі; сценарист Річ Ронат. Продюсери Б. Біллі Грейф й Джастін Бегно. Світова прем'єра відбулася 3 січня 2020-го; прем'єра в Україні — 17 червня 2021-го.

## Зміст
Детектив Джонс має підозру, що молодий хлопець причетний до вбивства. Але в юнака алібі — він перебував декілька днів у сім'ї Франклінів. Тому він повинен зізнатися, в яке божевілля його втягнули власники маєтку.
Які таємниці криються в маєтку Франклінів?

## Знімались
- Ніколас Кейдж — Волтер
- Кейді Стрікленд — Фенсі
- Люк Бенвар — Бадді
- Келсі Греммер — детектив Джонс
- Сулай Енао — детективка Ньютон